# You Make Me Feel Like It's Halloween
«You Make Me Feel Like It's Halloween» es una canción de la banda de rock alternativo británica Muse, lanzada como sexto sencillo de su noveno álbum de estudio, Will of the People.
Al ser preguntados acerca de por qué decidieron hacer una canción sobre Halloween, Bellamy respondió: “La idea de hacer una canción sobre la Navidad no nos gustó. Todas las bandas y artistas tienen una canción navideña, pero nosotros somos demasiado malhumorados para eso. (...) Entonces pensé: '¿Por qué nadie escribe sobre Halloween?'”

## Composición y significado
«You Make Me Feel Like It's Halloween» es una canción de rock alternativo y rock electrónico.
El órgano y sintetizador que predominan durante la canción siguen una melodía siniestra que recuerda a la música cinematográfica de John Carpenter. También se incluyen samples de frases películas de terror clásicas, como Misery, recreadas por actores. El solo de guitarra del puente es una influencia de Eddie Van Halen.
La canción trata sobre los sentimientos de miedo y claustrofobia de alguien que convive con una persona tóxica o abusiva. Más en concreto, la canción fue inspirada por las víctimas de violencia doméstica que se encontraban atrapadas con sus abusadores durante la cuarentena por el Covid-19.

## Video musical
El video musical sigue la línea de la temática de terror al introducir elementos visuales clásicos del terror, así como referencias a las películas IT y El resplandor, entre otras. El video incluye una gran cantidad de máscaras (frecuentes en el imaginario del álbum), entre ellas una máscara de Corey Taylor de Slipknot. Esta máscara es posiblemente un gesto hacia la influencia de Slipknot sobre el álbum, pero también es una posible referencia a un momento divertido de la banda bien conocido por los fanes.
El video fue dirigido por Tom Teller. 

## En vivo
En las actuaciones en vivo, Bellamy presentaba la canción al piano con una porción de Tocata and Fuga en Re Menor de Johann Sebastian Bach.

## Personal
Muse
- Matthew Bellamy – voz, guitarra, piano, teclados
- Dominic Howard – batería, percusión
- Christopher Wolstenholme – bajo

Técnico
- Matt Bellamy – producción
- Dom Howard – producción
- Chris Wolstenholme – producción
- Serban Ghenea – ingeniero de mezclas
- Bryce Bordone – ingeniero de mezclas
- Chris Gehringer – mastering
- Andy Maxwell – asistente de estudio (Abbey Road)
- Chris Whitemyer – asistente de estudio
- Paul Warren – asistente de estudio

## Posicionamiento en lista
| Lista (2022)                   | Mejor posición |
| ------------------------------ | -------------- |
| New Zealand Hot Singles (RMNZ) | 32             |
| UK Singles Sales (OCC)         | 3              |
| UK Physical Singles (OCC)      | 1              |